# ومبيلدون (محطة مترو أنفاق لندن)
ومبيلدون (بالإنجليزية: Wimbledon)‏ هي إحدى محطات مترو أنفاق لندن. تقع على خط ديستريكت افتتحت في المنطقة (Zone) رقم 3 افتتحت في 21 مايو 1838، 3 يونيو 1889.